# Búbánat-zsomboly
A Búbánat-zsomboly az Aggteleki Nemzeti Parkban található egyik barlang. A barlang az Aggteleki-karszt és a Szlovák-karszt többi barlangjával együtt 1995 óta a világörökség része.

## Leírás
Az Alsó-hegy fennsíkján, Komjáti központjától északnyugatra, Bódvaszilas központjától északra, a Vecsem-bükk csúcstól 250 méterre, délre, 178°-ra, erdőben, töbör peremén, berogyásban nyílik a lezáratlan barlang. A sárga sáv jelzésű turistaúton Tornanádaska felé haladva, a turistaúttól jobbra, a turistaúthoz közel van bejárata. Bejárata bontott, körülbelül egy méter átmérőjű és függőleges tengelyirányú.
A Körte-zsomboly bejárata a Búbánat-zsomboly bejáratától 50 méterre, északnyugatra helyezkedik el.
Középső triász wettersteini mészkőben jött létre. A függőleges jellegű barlang vízszintes kiterjedése 7,5 méter. 20 méter mélységben álfenék alakult ki. Cseppkövek figyelhetők meg benne, amelyek egy része már nem fejlődik. A járatokban sok az agyag. A levegő szén-dioxid koncentrációja gyorsan emelkedik, mert rossz a zsomboly szellőzése. Csak engedéllyel és kötéltechnikai eszközök alkalmazásával látogatható. Bejárásához 60 méter kötelet, egy nittfület, négy karabinert és három kötélgyűrűt ajánlott használni. Egy fix nitt van elhelyezve benne.
Előfordul a barlang az irodalmában 60 (Kósa 1992), Bubánat-zsomboly (Kordos 1978), V/26 (Vlk 2019), V-26 (Kósa 1992) és Veľky smútok (Vlk 2019) neveken és jelölésekkel is. 1977-ben volt először Búbánat-zsombolynak nevezve a barlang az irodalmában.

## Kutatástörténet
A Tektonik Barlangkutató Csoport 1977. évi jelentésébe bekerült egy fénykép, amelyen a barlang bejárata látható. Az 1977. évi Karszt és Barlangban megjelent összeállítás alapján, 1977. december 31-én Magyarország 51. legmélyebb barlangja az Aggteleki-karszton elhelyezkedő, 1977. december 31-én kb. 51 m mély, 1976-ban és 1975-ben pedig ismeretlen mély Búbánat-zsomboly. Ez az összeállítás naprakészebb az 1978. májusi MKBT Meghívóban publikált listánál. Lukács László 1978-as írott közlése alapján lett megállapítva, hogy a barlang kb. 51 m mély. Az MKBT Meghívó 1978. júniusi számában publikálva lett, hogy az 1978. májusi MKBT Meghívóban napvilágot látott, Magyarország legmélyebb és leghosszabb barlangjai című felsorolásból kimaradt, Aggteleki-karszton lévő Bubánat-zsomboly mélysége Lukács László szerint kb. 51 m.
Az 1984-ben megjelent, Magyarország barlangjai című könyvben nincs említve a barlang neve, az országos barlanglistában sem. Az 1987. december 31-i állapot alapján Magyarország 63. legnagyobb függőleges kiterjedésű barlangja az 5450 barlangkataszteri egységben lévő, kb. 51 m függőleges kiterjedésű Búbánat-zsomboly. Az összeállítás szerint az 1977. évi Karszt és Barlangban közölt mélységi listában a barlang kb. 51 m mély. 1990-ben a Barlangtani Intézet megbízásából a MAFC Barlangkutató Csoport mérte fel a barlangot, majd Zih József a felmérés alapján megszerkesztette a barlang hosszmetszet térképét és 4 keresztmetszet térképét. A hosszmetszet térképen látható a 4 keresztmetszet elhelyezkedése a barlangban. A hosszmetszet térkép szerint a barlang 47,8 m mély. Ebben az évben a csoport megírta a barlang bejárási útmutatóját.
Az 1992. évi Karszt és Barlangban publikált és az Alsó-hegy magyarországi részének töbreit, zsombolyait és beszakadásait bemutató ábrán látható elhelyezkedése. Az 1992-ben kiadott, Alsó-hegyi zsombolyatlasz című könyvben az Alsó-hegy fennsíkjának magyarországi oldalát bemutató egyik térképen meg van jelölve helye és a kiadványban megjelent az 1990-ben készült térkép, valamint több adattal együtt fel van tüntetve két irodalmi hivatkozás, amelyek a barlangra vonatkoznak. A Búbánat-zsomboly az Aggteleki-karszt és a Szlovák-karszt többi barlangjával együtt 1995 óta a világörökség része.
A Nyerges Attila által 1997-ben készített szakdolgozat szerint a 48 m mély Búbánat-zsomboly az Alsó-hegy magyarországi részének 12. legmélyebb barlangja. A 11. legmélyebb (Frank-barlang) szintén 48 m mély. Az 1999. évi Lakatos Kupa egyik helyszíne volt. 2001-ben a BEAC Barlangkutató Csoport két radondetektort helyezett el benne. 2002-ben megjelent egy hír, amely szerint a zsombolyban régi nitt található. A 2008. szeptember 27-én megrendezett XV. Lakatos Kupa kiadványában 48 m mély és 47,8 m mély, valamint 50,3 m hosszú barlangként szerepel a Búbánat-zsomboly, amely a verseny egyik lehetséges érintőpontja volt. A füzetben megjelent a barlang függőleges hosszmetszet térképe és 4 keresztmetszet térképe. A térképek ismeretlen időpontban készültek és készítőjük sem ismert. A hosszmetszet térkép szerint a barlang 47,8 m mély.
Az Alsó-hegy karsztjelenségeiről szóló, 2019-ben kiadott könyvben az olvasható, hogy a Búbánat-zsomboly (Veľky smútok) 50 m hosszú és 48 m mély. A barlang azonosító számai: Szlovákiában 60, Magyarországon 5452/50, egyéb V/26. A könyvben publikálva lettek a barlang 1990-ben készült térképei. A hosszmetszet térképen látható a 4 keresztmetszet elhelyezkedése a barlangban. A barlangot 1990-ben Szenthe István mérte fel, majd 1990-ben Zih József a felmérés alapján megrajzolta a barlang térképeit. A térképeket 2014-ben Luděk Vlk digitalizálta. A kiadványhoz mellékelve lett az Alsó-hegy részletes térképe. A térképet Luděk Vlk, Mojmír Záviška, Ctirad Piskač, Jiřina Novotná, Miloš Novotný és Martin Mandel készítették. A térképen, amelyen fekete ponttal vannak jelölve a barlangok és a zsombolyok, látható a Búbánat-zsomboly (5452/50, 60) földrajzi elhelyezkedése.

## További irodalom
- Havliček, David – Vojiř, V.: Speleologický Prúzkum Dolného Vrchu. Slovensky Kras, 1984. 22. köt. 213–244. old.
- Kósa Attila: Az Alsó-hegy zsombolyai. Barlangnapi tájékoztató. MKBT és Tektonik, 1982.
- Kraus Sándor: Barlangföldtan. 1984.